# Bahnhof Houten
Der Bahnhof Houten ist ein Durchgangsbahnhof in der niederländischen Stadt Houten an der Bahnstrecke Utrecht–Boxtel. Der Bahnhof befindet sich im Zentrum von Houten, das wiederum nur wenige Kilometer südlich von Utrecht liegt; dadurch wird der Bahnhof stark von Pendlern in Anspruch genommen.

## Geschichte
Die erste Station in Houten wurde am 1. November 1868 mit der Bahnstrecke von Utrecht nach Boxtel eröffnet. Diese Station wurde jedoch 1935 geschlossen. In Anbetracht der Tatsache, dass das Wachstum in den 1970er Jahren von Houten überdurchschnittlich schnell anwuchs, sollte der Bahnhof an einer anderen Stelle wieder neuerrichtet werden. Die neue Station wurde am 23. Mai 1982 eröffnet und befindet sich auf einem Viadukt. Houten hatte zwischen Januar 2001 und Dezember 2008 die kürzeste Straßenbahn in Europa (Tramlinie Houten – Houten Castellum). Die 1,9 Kilometer lange Strecke führte parallel zur Bahnstrecke und verband Houten mit dem südlichen Stadtteil Houten-Zuid. Da es nicht möglich war, an der bestehenden Bahnstrecke einen Halt für Züge zu errichten, wurde ein besonderes Gleis für die Straßenbahn parallel angelegt. Als Fahrzeuge wurden zwei gebraucht von der Stadtbahn Hannover erworbene TW 6000 eingesetzt. Die Linie war nur vorübergehend geplant und sollte ein Vorgriff auf die sowieso geplante Spurverdopplung sein.

## Streckenverbindungen
Folgende Linien verkehren im Jahresfahrplan 2022 am Bahnhof Houten:
| Zugtyp   | Linienverlauf                                                                                      | Frequenz                                                                                       |
| -------- | -------------------------------------------------------------------------------------------------- | ---------------------------------------------------------------------------------------------- |
| Sprinter | Utrecht Centraal – Houten – Geldermalsen – ’s-Hertogenbosch                                        | halbstündlich                                                                                  |
| Sprinter | Den Haag Centraal – Gouda – Utrecht Centraal – Houten – Geldermalsen – Tiel                        | halbstündlich                                                                                  |
| Sprinter | (Leiden Centraal – Alphen aan den Rijn –) Woerden – Utrecht Centraal (– Houten – Houten Castellum) | halbstündlich (fährt nur in der HVZ die gesamte Strecke; fährt abends und am Wochenende nicht) |